# Les Racines du mal (film, 1967)
Pour les articles homonymes, voir Les Racines du mal (homonymie).
Pour plus de détails, voir Fiche technique et Distribution.
Les Racines du mal est un film français réalisé en 1967 par Maurice Cam, sorti en 1969.

## Fiche technique
- Titre : Les Racines du mal
- Réalisation : Maurice Cam
- Scénario : Yves Favier, d'après le roman de Louis C. Thomas (Les Mauvaises Fréquentations, Denoël, 1964)
- Photographie : Albert Susterre
- Son : Marcel Royné
- Montage : Jeannette Rossi
- Musique : Alain Auda et Jean Lutèce
- Société de production : Aiglon Films
- Pays d'origine :  France
- Durée : 81 minutes
- Date de sortie : France, 22 février 1969

## Distribution
- Michel Debats
- Jacques Sauvan
- Régine Ginestet
- Rudy Caumont
- Max André
- Jean Rognoni
- Marc Poly
- Jean Toscan
- Jenny Hélia
- Josette Petit
- Gérard Croce